# Івана Деспич-Сімонович
Івана Деспич (уроджена Сімонович, серб. кир.: Ива Деспић ; 15 серпня 1891 — 12 липня 1961) — югославська скульпторка.

## Біографія
Іва Сімонович народилася поблизу Петріні в Хорватії-Славонії, Австро-Угорщина, 15 серпня 1891 р. Родина Сімоновичів була заможною. Її батько, генерал австро-угорської армії побачив її талант і забезпечив художню освіту. Її навчали скульптори Роберт Франгеш-Миханович та Рудольф Вальдек. Її перша виставка була спільна з персональною виставкою її однолітка Любо Бабича, коли вона була ще студенткою. Бабич зацікавився нею і написав її портрет. Іва Сімонович продовжила освіту в Парижі та Мюнхен і мала виставку в Парижі в 1914 році.
Іва Деспич-Сімонович була двічі одружена. Перший шлюб з Олександром Заревським було анульовано. Вона познайомилася з Олександром Деспичем у Загребі до кінця Першої світової війни. Пара одружилася в 1920 році, і Деспич-Сімонович переїхала до рідного міста свого чоловіка Сараєво. У них народилася дочка Госпава «Чика» та син Бато. Її свекри, родина Деспич, були заможними купцями, і вона відчувала репресію через їх патріархальне ставлення. Це відображає автопортрет- бюст на ім'я Стриманий, який зараз знаходиться у Національній галереї Боснії та Герцеговини. Деспич-Сімонович прагнула власного простору. До 1931 року попит на її твори мистецтва настільки зріс, що вона могла дозволити собі побудувати собі літній будинок у Васині Хані біля Сараєво. Надто рано перебравшись у ще сиру будівлю, вона підхопила хронічну хворобу, яка мучила її роками.

## Кар'єра
Деспич-Сімонович провела дві персональні виставки в Лондоні та Белграді в 1927 році, отримавши прихильну критику. Брала участь у колективних виставках у Лондоні, Белграді, Барселоні, Загребі, Любляні, Празі, Брно та Братиславі. Її міжнародний успіх приніс їй популярність і в Югославії, аж до того, що з нею зв'язався король Олександр. У неї було особисте ательє при королівському дворі в Белграді, де вона зображувала високопоставлених людей. Її майстерність стала предметом обговорення, коли наслідуючий принц Петро, тодішній малюк, зайшов до її ательє і впізнав бюст, над яким вона працювала, як зображення генерала Стевана Хаджича. Її зробили придворним скульптором, а також інструктором з ліплення королеви Марії, з якою вона особливо зблизилася.
Під час перебування в Белграді Деспич-Сімонович зобразила короля, королеву, генералів та інших високопоставлених людей, зокрема, короля Румунії Фердинанда та болгарського принца Кирила. Серед інших відомих робіт — скульптури «Діти на снігу» (1923), «Добрі друзі» (1923), «Бато грається» (1925), а також табличка «Втіха» (1927). У своїй ранній кар'єрі Деспич-Сімонович зазнала впливу ідеалів раннього Відродження, але пізніше застосувала імпресіоністичний підхід.
Деспич-Сімонович була першим скульптором у сучасній Боснії та Герцеговині. Боснійські жінки на той час були в основному неписьменними і не брали участі в громадському житті, але кар'єра Деспич-Сімонович процвітала, і її добре знали в суспільстві. В інтерв'ю 1937 року вона скаржилася на поводження з жінками-художниками, кажучи: «У мене складається враження, що художники-чоловіки не цінують художні роботи жінок. Їм це легко. Коли дитина художника-чоловіка хворіє, він продовжує виконувати свою роботу. Коли у моєї дочки був тиф, я не дбала про ліплення». Деспич-Сімонович надихалася материнством і часто зображала своїх дітей. Вона особливо прагнула зробити пам'ятник матерям, подібний до Могили Невідомого солдата, який набував поширення у всьому світі. Її ідею не підтримали, і вона стверджувала, що вона була скопійована і пізніше реалізована в США.

## Пізніше життя
Після війни комуністична партія взяла владу, а монархія була скасована. Як прихильник вигнаної королівської родини, Деспич-Сімонович була заарештована у червні 1945 року і провела певний час у в'язниці в Сараєво. Зберігся портрет, який вона зробила на той час іншого в'язня, актора Анте Франйковича «Далмата». Незабаром її звільнили, але її життя змінилося. Її уникали і вона не знайходила роботу, приділяючи дедалі більше часу живопису та малюванню і менше ліпленню. Її найвизначнішими творами після Другої світової війни є бюсти поетів Алекси Шантич, Светозара Чорович та Османа Джикіч, замовлені владою Мостара.
Деспич-Сімонович померла 12 липня 1961 року в своєму ательє у Васин-Хані.
[Плани захистити її будинок і перетворити його на колонію художників з'явилися через кілька років після її смерті, але так і не були реалізовані. Будинок був відреставрований у 2005 році новим власником, і на той час за прихованими дверима підвалу було знайдено низку раніше невідомих бюст-гіпсів. 